# Zeppole

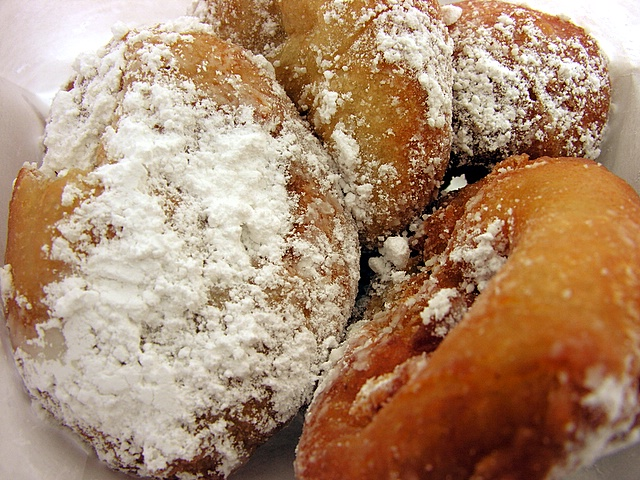
Unas zeppole glaseadas de azúcar.

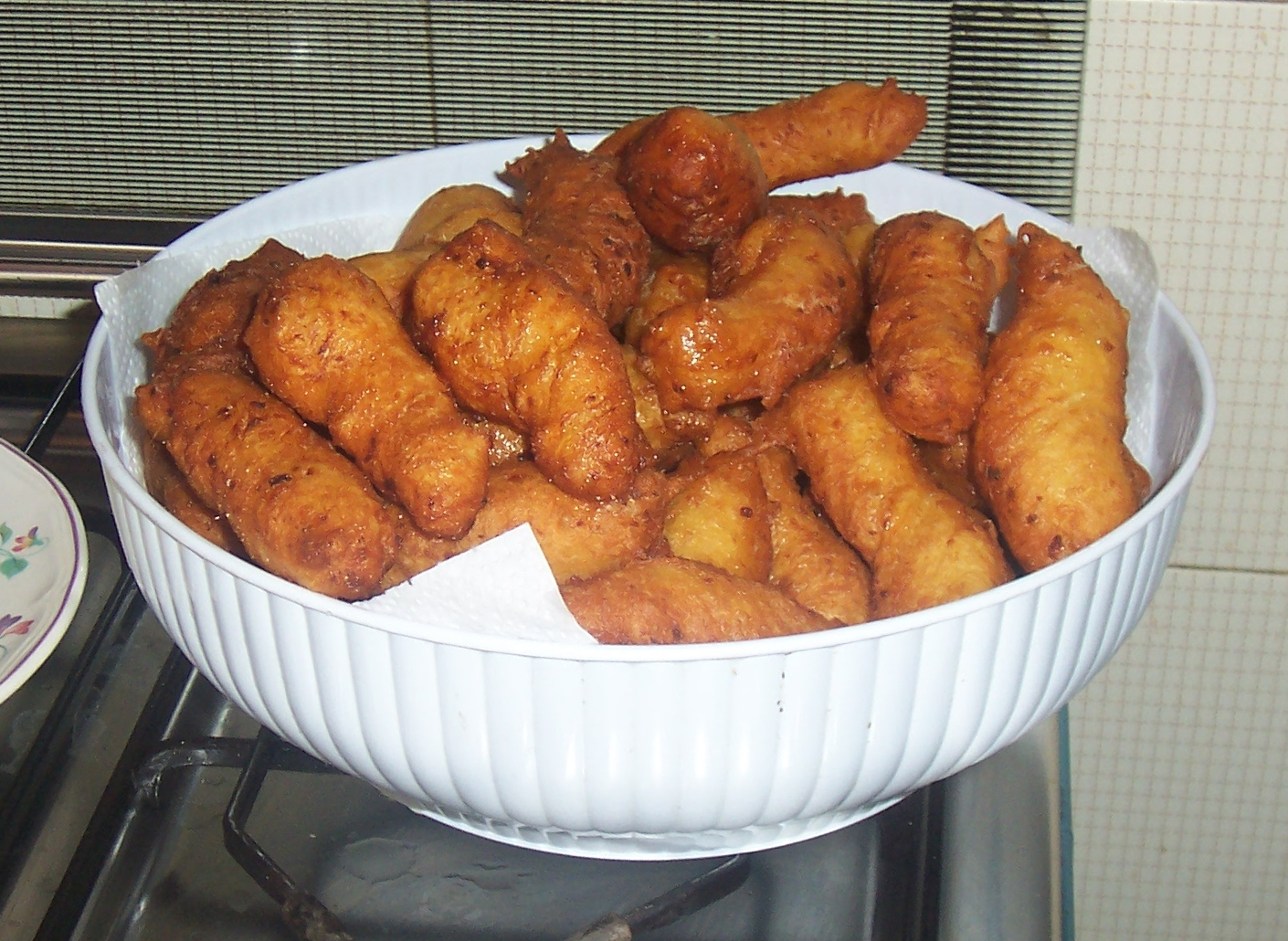
Una ración de zeppole caseras recién preparadas.

Las zeppole (en italiano zeppola, plural zeppole) son un dulce típico de la cocina napolitana. Se encuentra también en otras regiones de Italia, aunque hecho con modalidades ligeramente distintas.
En algunos dialectos italianos del sur se llaman zeppele o zippuli, en Sicilia sfinci y en Roma bignè di San Giuseppe.
En Cerdeña se las llama con el italianizado zippole desde el original nombre tzípulas en sardo o, en la ciudad de Sassari, frittelle lunghe.

## Origen
El dulce fue inventado en Nápoles, supuestamente por unas monjas de San Gregorio Armeno, de la Croce di Lucca o del Splendore. La primera receta escrita de las zeppole se remonta al 1837 y se encuentra en un libro sobre la cocina napolitana de Ippolito Cavalcanti.

## Características
Se trata de una especie de rosquilla (puede tener otras formas) elaborada con una masa (pasta choux) que posteriormente se fríe. En Nápoles, la masa se puede freír u hornear.
En la receta tradicional napolitana se usan como ingredientes harina, azúcar, huevos, mantequilla, aceite de oliva, azúcar glas, crema pastelera y guindas en almíbar. 
En algunas regiones se rellena con alguna mermelada, crema de chocolate o de avellanas.

## Costumbres
En algunas regiones de Italia meridional y central suele ser frecuente en las pastelerías y con la aparición callejera el día de San José (19 de marzo), así que se denomina zeppola di San Giuseppe. En cambio, en otras zonas de Italia representa un dulce carnavalesco.

## Zeppole saladas
En Nápoles el término zeppole se usa también como sinónimo de paste cresciute, buñuelos redondos fritos y salados, típicos de las friggitorie napolitanas, a los que a veces se añaden anchoas o algas marinas. En Calabria también existe una variante salada de las zeppole (zippuli).